# 1968 dans le catholicisme
Chronologie du catholicisme
- 1964
- 1965
- 1966
- 1967
- 1968
- 1969
- 1970
- 1971
- 1972

Cet article présente les faits marquants de l'année 1968 dans le catholicisme.

## Évènements
- 25 juillet : publication de l'encyclique Humanæ vitæ sur le mariage et la régulation des naissances.
- 18 au 25 août : congrès eucharistique international à Bogotá (en présence du pape Paul VI).
- 22 au 25 août : voyage apostolique de Paul VI à Bogotá, arrêt aux Îles des Bermudes lors de son retour[1].

## Naissances
- 8 janvier : Walter Erbì (en), prélat italien, diplomate du Saint-Siège et archevêque titulaire de Nepeta (de)
- 28 janvier : Philippe Alain Mbarga, prélat camerounais, évêque d'Ebolowa
- 6 février : Waldemar Stanisław Sommertag, prélat polonais, diplomate du Saint-Siège et archevêque titulaire de Trajectum ad Mosam (de)
- 11 février : Robert Culat, prêtre français, défenseur du végétarisme et du black metal
- 18 février : Emmanuel Gobilliard, prélat français, évêque de Digne
- 8 mars : João Carlos Hatoa Nunes (de), prélat mozambicain, évêque de Chimoio
- 31 mars : Benoist de Sinety, prêtre français, vicaire général de Paris
- 12 avril : Fermín Emilio Sosa Rodríguez (en), prélat mexicain, diplomate du Saint-Siège et archevêque titulaire de Virunum (de)
- 15 mai : Javier Herrera Corona, prélat mexicain, diplomate du Saint-Siège et archevêque titulaire de Vulturaria (de)
- 18 juin : Julien Kaboré, prélat burkinabé, diplomate du Saint-Siège et archevêque titulaire de Milevum (de)
- 21 juin : Paweł Gużyński, prêtre dominicain, prédicateur et liturgiste polonais
- 26 juin : Shawn McKnight, prélat américain, évêque de Jefferson City
- 28 juin : Jacques Mourad, prélat syrien, archevêque de Homs des Syriaques
- 7 juillet : Robert Cissé, prélat malien, archevêque de Bamako
- 3 août : Andrew Cozzens (en), prélat américain, évêque de Crookston (en)
- 16 août : Joseph Murphy, prélat irlandais du Saint-Siège
- 17 août : Urban Federer, moine bénédictin suisse, abbé de l'abbaye territoriale d'Einsiedeln
- 24 août : 
  - François Gourdon, prélat français, évêque de Saint-Dié
  - Christophe Zakhia El-Kassis, prélat libanais, diplomate du Saint-Siège et archevêque titulaire de Rusellae (de)
- 13 septembre : Luc Meyer, prélat français, évêque de Rodez
- 20 septembre : Gian Franco Saba, prélat italien, archevêque de Sassari
- 17 octobre : Luc Terlinden, prélat belge, archevêque de Malines-Bruxelles
- Date précise inconnue : Marina Poydenot, religieuse, chanteuse, poétesse, théologienne et bibliste française

## Décès

### Janvier
- 12 janvier : Albert Falière, prélat français, archevêque de Mandalay puis archevêque titulaire de Trajanopolis-en-Rhodope (de), précédemment évêque titulaire de Clysma (de) (° 8 juillet 1888)
- 15 janvier : Louis-Amédée Lefèvre, prélat et missionnaire français, premier archevêque de Rabat (° 8 juillet 1890)
- 29 janvier : Ignace Gabriel Ier Tappouni, cardinal syrien, patriarche syriaque d'Antioche (° 3 novembre 1879)

### Février
- 3 février : Adolph John Paschang, prélat et missionnaire américain, premier évêque de Kong Moon
- 5 février : Paul Richaud, cardinal français, archevêque de Bordeaux (° 16 avril 1887)
- 14 février : Pierre Veuillot, cardinal français, archevêque de Paris (° 5 janvier 1913)
- 25 février : Alfred Couderc, prélat français, évêque de Viviers puis évêque titulaire de Bamaccora (de) (° 29 mai 1882)

### Avril
- 4 avril : Jérôme Besnard, prêtre et résistant français (° 30 septembre 1900)
- 10 avril : Jean-Marcel Rodié, prélat français, évêque d'Agen (° 16 juillet 1879)
- 14 avril : Olivier Maurault, prêtre sulpicien et historien canadien (° 1er janvier 1886)
- 25 avril : Félix Kir, prêtre, résistant et homme politique français, député-maire de Dijon (° 22 janvier 1976)

### Mars
- 6 mars : Émile Gabel, prêtre, journaliste et théoricien des médias français (° 1er septembre 1908)

### Mai
- 4 mai : Guillaume Mollat, prélat et homme de lettres français (° 1er février 1877)
- 12 mai : Bienheureux Lucien Galan, prêtre, missionnaire au Laos et martyr français (° 9 décembre 1921)
- 28 mai : Jean-Marie Gantois, prêtre français et nationaliste flamand (° 21 juillet 1904)

### Juin
- 19 juin : René Favron, prêtre français, fondateur d'hôpitaux et d’œuvres sociales à La Réunion (° 26 mai 1911)
- 24 juin : Charles Aimond, prêtre, musicien, écrivain et historien français (° 18 mars 1874)

### Juillet
- 2 juillet : Francis Brennan, cardinal américain de la Curie, précédemment archevêque titulaire de Tubunae-en-Maurétanie (° 7 mai 1894)
- 5 juillet : Enrique Plá y Deniel, cardinal espagnol, archevêque de Tolède (° 19 décembre 1876)
- 11 juillet : Jules Mahieu, prêtre belge et militant wallon (° 27 mars 1897)
- 12 juillet : Francesco Morano, cardinal italien de la Curie, précédemment archevêque titulaire de Fallaba (de) (° 8 juin 1872)
- 21 juillet : Carlos María Javier de la Torre, premier cardinal équatorien, archevêque de Quito (° 14 novembre 1873)
- 28 juillet : Ángel Herrera Oria, cardinal espagnol, évêque de Malaga (° 19 décembre 1886)

### Août
- 4 août : Hermann Skolaster, prêtre, écrivain et missionnaire allemand au Cameroun (° 3 août 1877)
- 8 août : Matylda Getter, religieuse polonais, Juste parmi les nations (° 25 février 1870)
- 11 août : Lucien Cerfaux, prêtre, théologien et bibliste belge (° 14 juin 1883)
- 14 août : Augusto Álvaro da Silva, cardinal brésilien, archevêque de São Salvador da Bahia (° 8 avril 1876)

### Septembre
- 15 septembre : Joseph Kentenich, prêtre allemand, fondateur du Mouvement de Schoenstatt, opposant au nazisme (° 18 novembre 1885)
- 23 septembre : Saint Padre Pio, prêtre capucin stigmatisé et mystique italien (° 25 mai 1887)

### Octobre
- 4 octobre : Paul Chevrier, prélat français, évêque de Cahors (° 14 novembre 1886)
- 6 octobre : Paul Guillaume, prêtre français, historien de l'Orléanais (° 19 septembre 1885)
- 8 octobre : Karl Morgenschweis, prêtre allemand, aumônier des prisons (° 14 juillet 1891)
- 22 octobre : Demetrio Moscato, prélat italien, archevêque de Salerne (° 4 février 1888)

### Novembre
- 10 novembre : Ferdinand Perier, prélat et missionnaire belge, archevêque de Calcutta (° 22 septembre 1875)
- 16 novembre : Augustin Bea, cardinal jésuite allemand de la Curie, précédemment évêque titulaire de Germania-en-Numidie (de) (° 28 mai 1881)

### Décembre
- 10 décembre : Thomas Merton, moine trappiste converti du protestantisme, poète, écrivain et militant social américain (° 31 janvier 1915)
- 14 décembre : Henri Galdin dit Frère Benoît, moine franciscain français, personnalité de Lyon (° 23 avril 1896)
- 17 décembre : Victor-Alain Berto, prêtre traditionaliste et théologien français, fondateur des Dominicaines du Saint-Esprit (° 9 octobre 1900)